# San Tommaso di Canterbury
San Tommaso di Canterbury, auch San Tommaso degli Inglesi und Santissima Trinità e San Tommaso di Canterbury, ist eine Kirche in Rom. Sie ist Kollegiatkirche des  Venerable English College, des Kollegs englischsprachiger Seminaristen. In ihrer heutigen Gestalt entstand sie auf den Resten von Vorgängerbauten in der zweiten Hälfte des 19. Jahrhunderts im Stil der Neoromanik. Bekannt ist sie für ihre Ausmalung und das Grabmal des Kardinals Christopher Bainbridge.

## Lage und Namensgebung
Die Kirche liegt im VII. römischen Rione Regola, etwa 90 Meter nordwestlich des Palazzo Farnese und schräg gegenüber der Kirche San Girolamo della Carità. Benannt ist sie nach dem Heiligen Thomas Becket, ital.: Tommaso di Canterbury, ursprünglich war sie nur der Heiligen Dreifaltigkeit geweiht; Becket erscheint erstmals 1373 urkundlich als weiterer Patron.

## Geschichte und Baugeschichte

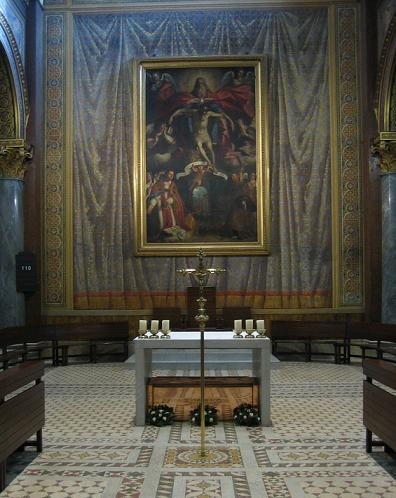
Blick in das Mittelschiff zum Hauptaltar, dahinter das Gemälde von Durante Alberti von 1580

Die ältere Literatur ging davon aus, dass ein Vorgängerbau der heutigen Kirche mit der – nicht mehr vorhandenen – Kirche SS. Trinità degli Scozzesi aus dem 8. Jahrhundert gemeint war. Die neuere Forschung lehnt diese Annahme ab, ebenso die Behauptung, die Kirche sei später ab 1575 unter Kardinal Philip Thomas Howard unter Beteiligung Carlo Fontanas neu errichtet worden. Die Angaben können tatsächlich so nicht zutreffen, da der Kardinal von 1629 bis 1694 gelebt hat. Die neuere Meinung ist, dass der erste Vorgängerbau der heutigen Kirche aus der zweiten Hälfte des 14. Jahrhunderts stammt, was mit der ursprünglichen Widmung des Gebäudes als Hospital für englischsprachige Gläubige zusammenhängt. Genannt wird zunächst eine Kapelle mit verschiedenen Altären, gesichert nachgewiesen ist sie ab 1376.
Ab 1496/97 wurde die Kirche grundlegend renoviert und bis zur Weihe 1501 fast vollständig umgebaut. Dabei entstand eine dreischiffige Kirche, von der sich heute noch ein im Garten des Kollegs befindliches Maßwerkfenster erhalten hat. Beim Sacco di Roma 1527 wurde die Kirche erheblich beschädigt, später – bis 1583 – bemalte Pomarancio die Seitenwände des Baues mit Fresken. In der zweiten Hälfte des 17. Jahrhunderts wurde erwogen, die Kirche abermals vollständig neu zu errichten. Andrea Pozzo erstellte in den Jahren 1682 bis 1685 Pläne hierfür. Sie werden bis heute im Kollegarchiv aufbewahrt, wurden aber bis auf den Bau des Glockenturmes nie umgesetzt. Das hängt höchstwahrscheinlich mit der Glorious Revolution von 1688/89 und der nachfolgenden Thronbesteigung des Protestanten Williams III. zusammen; aus England waren keine finanziellen Mittel mehr zu erwarten, die einen Neubau getragen hätten. Pozzo erhielt immerhin Aufträge für ein Fresko und ein Altarblatt, die er 1701 ausführte. Die Kirche verfiel in den folgenden Jahrzehnten so sehr, dass sie 1780 aus Rücksicht auf die Sicherheit der Besucher geschlossen wurde. Auch nach Wiedereröffnung des Kollegs 1818 nach zwischenzeitlicher Besatzung durch napoleonische Truppen änderte sich die Situation nicht. 1834 wurden die letzten der in der Kirche verbliebenen Kunstwerke in das Kolleg verbracht. Die folgende Gesamtplanung für einen Neubau wurde 1866 abgeschlossen; die Pläne stammen von Virgilio Vespignani. Papst Pius IX. legte in diesem Jahr den Grundstein, die Fertigstellung zog sich bis zum Abschluss der Fresken 1893 hin.

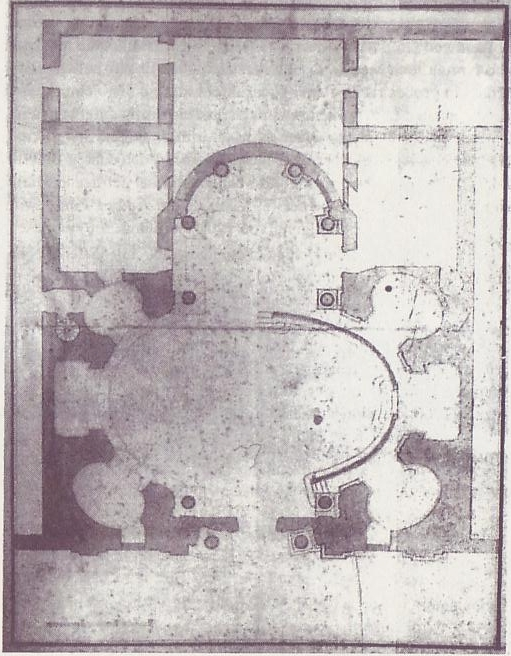
Grundrissplan von Andrea Pozzo, etwa 1682/85, nicht zur Ausführung gelangt, heute im Kollegarchiv aufbewahrt

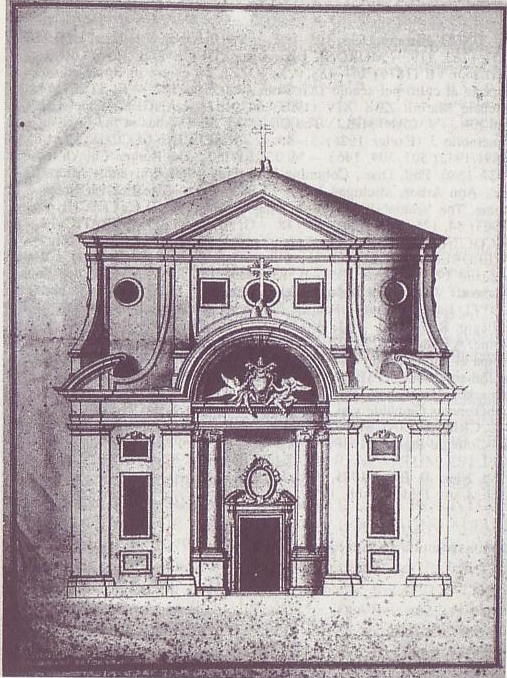
Fassadenplan von Andrea Pozzo, etwa 1682/85, nicht zur Ausführung gelangt, heute im Kollegarchiv aufbewahrt

## Fassade
Die neoromanische Fassade ist zweigeschossig und zweigeteilt. Den westlichen Teil nimmt das Portal mit feiner Ornamentik und dem zweifach gestuften Rundbogen ein, der von zwei paarweise gestellten Säulen getragen wird. In das Portaltympanon eingestellt ist ein Radfenster, oberhalb des mit einem Bogenfries versehenen Gesimses ist ein Triforiumfenster eingefügt. Den östlichen Teil nimmt die Wandfläche des südlichen Seitenschiffes ein. Es ist gerahmt und ebenfalls mit Lisenen versehen. Den oberen Teil der Wand durchbrechen jeweils vier Rundbogen-, den unteren echte Rundfenster. Ein Konsolenfries schließt die Fläche nach oben ab.

## Inneres und Ausstattung
Die Kirche ist von der Grundstruktur her eine Emporenbasilika, hat also drei Kirchenschiffe; die Emporen gehen über die Seitenschiffe in das Mittelschiff. Da sie parallel zur Straße erbaut wurde, ist der Narthex quergestellt. Sie hat vier Joche, Säulen aus Marmor mit Kapitellen korinthischer Ordnung tragen die Arkaden der Hochwände des Mittelschiffs. Die Seitenschiffe sind mit Kreuzgratgewölben gedeckt, der Dachstuhl über dem Mittelschiff ist offen und bemalt. Die Schiffe schließen nach Osten gerade ab; die Ostseite des Mittelschiffs enthält einen Triumphbogen. Im Narthex und den Außenwänden der Seitenschiffe werden die Gewölbe von Pilastern getragen.
Die Kirche ist bekannt für ihre Ausmalung mit an Kosmatenarbeiten erinnernder Ausstattung. Die Hochwände des Mittelschiffs enthalten Medaillons mit Darstellungen verschiedener englischer Heiliger.
Im Triumphbogen der Ostwand des Mittelschiffs befindet sich ein Gemälde aus dem Vorgängerbau. Es wurde 1580 von Durante Alberti geschaffen und stellt die Dreifaltigkeit als Gnadenstuhl mit Engeln, flankiert von den Hl. Thomas Becket und Hl. Edmund  dar.
Das Hauptkunstwerk der Kirche ist das Renaissancegrabmal des Erzbischofs von York und Kardinals Christopher Bainbridge; er starb am 7. oder 14. Juli 1514 durch Gift. Das Grabmal ist eine Arbeit Michele di Luca Marini da Fiesoles. Der Kardinal ruht in vollem Ornat auf einer Bahre, diese wird von zwei Löwenfiguren gehalten. Die Gesichtszüge sind realistisch dargestellt, sein Kopf liegt auf doppelten, sehr fein mit Ornamenten verzierten Kissen auf. Eine Schriftrolle, zu seinen Füßen angebracht, gibt Auskunft über den Toten. „Man kann das Grabmal des englischen Prälaten als einen Markstein in der römischen Renaissanceskulptur bezeichnen. Es ist das letzte Denkmal reinen Stils der Hochrenaissance in Rom, es ist als Porträtgestalt die höchste Leistung Marinis und überhaupt eine der herrlichsten Grabstatuen in Rom“.
Die Kirche enthält noch weitere Grabmale, so im Narthex das von dem irischen Bildhauer Christopher Hewetson 1779 gefertigte der Martha Swinburne, Tochter von Henry Swinburne; sie starb 1778. Ebenfalls im Narthex befindet sich noch das Grabmal von Sir Thomas Dereham, einem Wissenschaftler und Mitglied der Royal Society; er starb 1739.
Die Orgel auf der Empore stammt von 1925, die Empore enthält noch die Kopie eines Gemäldes aus dem Vorgängerbau, ursprünglich 1518 mit dem Thema Heilige Familie und Hl. Anna gemalt; das Original soll von Francesco Penni geschaffen worden sein.